# كأس الاتحاد الإنجليزي 1901–02
كأس الاتحاد الإنجليزي 1901–02 (بالإنجليزية: 1901–02 FA Cup)‏ هو الموسم 31 من  كأس الاتحاد الإنجليزي. الذي يشرف على تنظيمه الاتحاد الإنجليزي لكرة القدم، وكان عدد الأندية المشاركة فيه  32، وفاز فيه شيفيلد يونايتد.